# Arnold Christian Dyssel
Arnold(us) Christian Dyssel (1696 på Sejlstrupgård – 28. juli 1763 på Vinderslevgård) var en dansk godsejer og landsdommer.
Dyssel var medejer af Sejlstrupgård efter faderen, levede 1718 på Vandstedgård ved ved Hjørring, men 1728 i Thisted, hvor han var forpagter af familie- og folkeskatten i Aalborghus Amt m.fl. Han var justitsråd og blev 1735 borgmester i Viborg. Dyssel blev senere etatsråd og 1743 udnævnt til landsdommer i Nørrejylland.
Han ejede Marsvinslund, købte 1751 Vinderslevgård, som han 1756 solgte videre til Mathias Johansen Wedderking til Kyø.
Han var gift med Mette Elisabeth Skinkel fra Højris.